# Viernes Negro (1978)

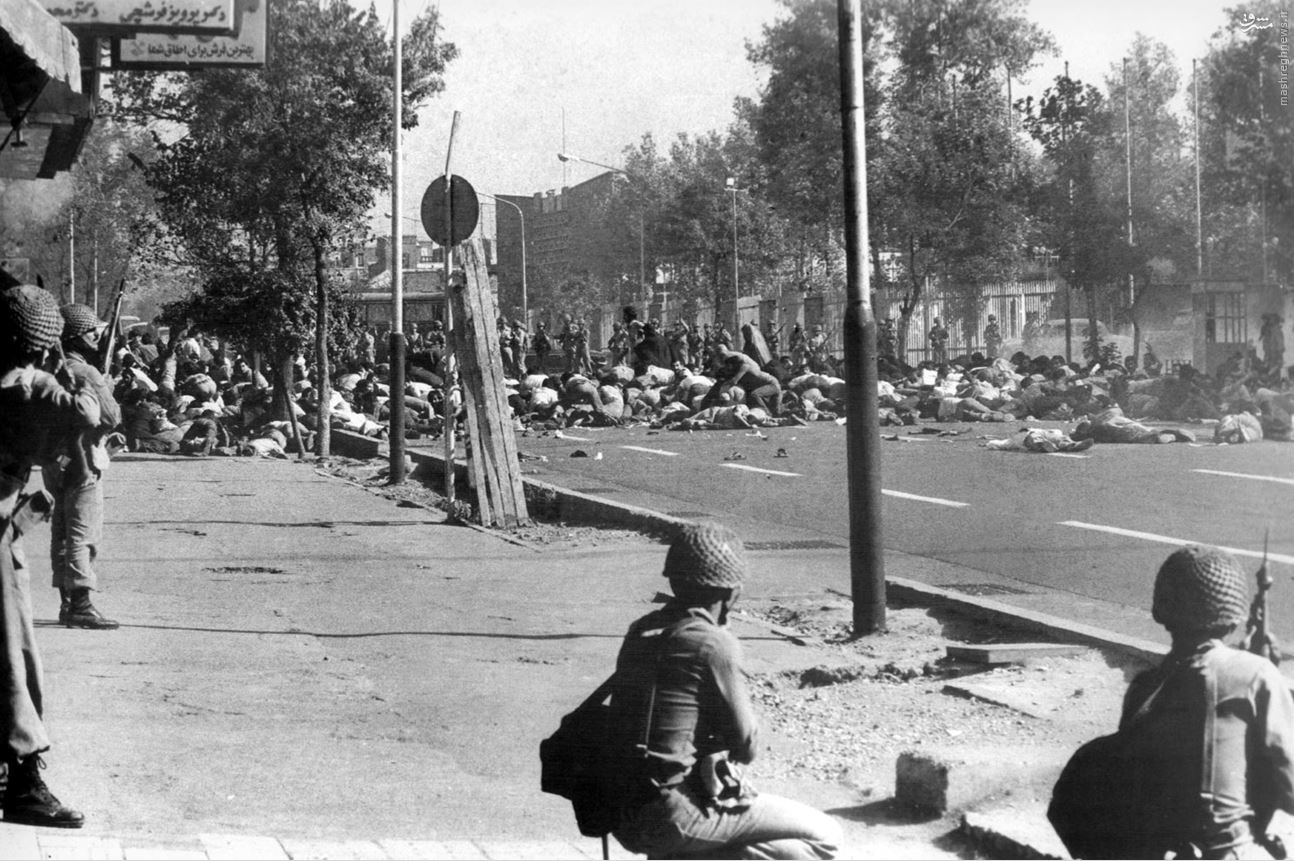
Plaza de Yalé durante las manifestaciones.

Viernes Negro es el nombre dado al 8 de septiembre de 1978 (el 17 de shahrivar de 1357 según el calendario persa). También hace referencia a los disparos contra los manifestantes realizados por el ejército iraní en la plaza de Yalé (también transcrito Zhaleh y Jaleh) en Teherán, Irán. Las muertes y la reacción posterior han sido descritas como un evento central en la Revolución iraní cuando toda “esperanza de compromiso” entre el movimiento insurgente y el régimen del Sha se había extinguido.

## Antecedentes
Como medida ante las protestas contra el poder del Sha Mohammad Reza Pahlavi ocurridas durante la primavera y el verano de 1978, el Gobierno iraní declaró la ley marcial. El 8 de septiembre una gran manifestación se celebró en Teherán. Según las fuentes antigubernamentales, el ejército utilizó fuego real, incluyendo en su ataque tanques y helicópteros artillados, para disolver la manifestación, en gran medida pacífica. Opositores al régimen y periodistas occidentales afirmaron que el ejército iraní masacró a los manifestantes provocando entre 88 y varios cientos de muertos. Los líderes religiosos aseguraron que «miles de personas habían sido masacradas por las tropas sionistas».
Las acciones violentas del gobierno causaron un gran descontento entre el pueblo iraní, al igual que en los aliados del Sha en el extranjero. Las protestas continuaron durante otros cuatro meses. Una huelga general paralizó en octubre las refinerías de petróleo de Abadán, esenciales para la superviencia de la administración, sellando así el final del Sha, que abandonó Irán unos meses después debido al triunfo de la Revolución Islámica. El fin del apoyo al Sha en Irán y en el extranjero, despejó el camino para la revolución iraní, dirigida por el ayatolá Jomeini, que significó la abolición de la monarquía al cabo de un año.

## Después de la revolución
Tras la revolución, los números oficiales relativos a la masacre indican unos 15.000 muertos y heridos durante ese día. En su honor la plaza cambió su nombre al de Plaza de los Mártires (Meidan-e Shohadá). Sin embargo las tropas que no hablaban persa informaron más tarde que habían sido iraníes de etnia kurda, y no israelíes, los que habían disparado a la muchedumbre con rifles de francotirador.
Según Emadoddín Baqí, exinvestigador de la Fundación Mártires (Bonyad-e Shahid, consagrada a compensar a las familias de las víctimas) contratado "para dar sentido a los datos" de la gente que murió en su lucha contra el régimen del Shah, 64 personas murieron asesinadas el Viernes Negro en la Plaza de Yalé, entre ellos una mujer y una muchacha. El mismo día, murieron en otras partes de la capital un total de 24 personas en enfrentamientos con las fuerzas del orden, entre ellos otra mujer.
Otra fuente cifra en 84 personas las fallecidas durante ese día, según la contabilización de la Fundación Mártires.